# بيب روث
جورج «بيب» هيرمان روث جونيور (George Herman Ruth, Jr.) (بالإنجليزية: Babe Ruth) (ولد في 6 من فبراير 1895م - وتُوفِيَ في 16 من أغسطس 1948م)، أو بيب روث، والملقب بـ ذا بامبينو ("the Bambino") و«سلطان الضربات العنيفة» (the Sultan of Swat)، هو لاعب بايسبول أمريكي، شارك في 22 موسم من مواسم دوري كرة القاعدة «البايسبول» الرئيس (Major League Baseball) (MLB)، خلالها لصالح ثلاثة أنواع فرق مختلفة (1914م-1935م). اشتهر روث ببراعته في تسديد الضربات القوية، واستطاع أن يسجل العديد من الأرقام القياسية خلال مشواره المهني، حيث سجل 714 دورة كاملة و.690 نسبة الضربات القوية و2217 دورة مسجلة، و1.164 وصول إلى القاعدة+ضربة قوية على مدار مشواره المهني. بدأ روث مسيرته المهنية ومشواره مع دوري كرة البايسبول الرئيس في فريق بوسطن ريد فوكس كرامي، ولكن في 1919م، تم بيعه إلى فريق نيويورك يانكيز، وتحول بعدها إلى لاعب يمين ملعب (right fielder) متفرغ. وبعد فترة قصيرة، أصبح روث من أهم اللاعبين في دوري كرة القاعدة (البايسبول) الرئيس، واشتهر بقدرته على إحراز الدورات الكاملة، وساعد فريق نيويورك يانكيز في الحصول على سبع رايات، وعلى لقب الدوري العالمي (World Series) أربع مرات. اعتزل روث عام 1935م، بعد أن قضى فترة قصيرة في فريق بوسطن بريفز، وفي السنة التالية تم اختياره ليكون أحد اللاعبين الخمسة الذين سيتم ضمهم لقاعة مشاهير كرة القاعدة البيسبول (National Baseball Hall of Fame)
كان بيب روث أول لاعب يسجل 60 دورة كاملة في موسم قياسي واحد (1927م)، إلى أن استطاع روجر ماريس (Roger Maris) أن يحطم ذلك الرقم القياسي في 1961م، ويسجل 61 دورة كاملة في موسم واحد. هذا وقد ظل روث متربعًا على القمة حتى عام 1974م، حيث سجل 714 دورة كاملة خلال مشواره المهني، إلى أن استطاع هانك آرون أن يجتاز ذلك الرقم. وبخلاف الكثير من اللاعبين ضاربي الكرة، استطاع روث أيضاً أن يسجل رقمًا قياسيًا في متوسط الضربات:، بمعدل ضرب 342. خلال مسيرته المهنية، ويعتبر هذا الرقم العاشر في تصنيف أعلى متوسط ضربات في تاريخ كرة القاعدة البيسبول. وبالإضافة إلى ذلك، سجل روث 393 ضربة في موسم واحد في نادي نيويورك يانكيز. كان روث مسيطرًا على ساحة البيسبول في الفترة التي كان يلعب فيها. فقد سجل روث أعلى نسبة دورات كاملة في الدوري الأمريكي 12 مرة، كما سجل أعلى نسبة ضربات قوية وأعلى نسبة وصول إلى القاعدة+ضربة قوية 13 مرة، هذا بالإضافة إلى أنه سجل أعلى نسبة دورات مسجلة ست مرات. ويعتبر كل ما سبق أرقامًا قياسية بالمقاييس الحالية.
يُنسب إلى روث تغيير قواعد لعبة كرة القاعدة البيسبول نفسها. وترجع زيادة شعبية اللعبة في عشرينيات القرن الماضي إلى تأثير روث عليها. سطع نجم روث فيما يسمى بـ«فترة الكرة الحية» (live-ball era)، فقد أدى اهتزاز مشيته إلى زيادة الدورات الكاملة، مما جعل اللعبة أكثر إثارة للجمهور، بل وتسبب أيضًا في تغيير مسار اللعبة نفسها، حيث تحولت اللعبة من مجرد لعبة منخفضة التهديف وتحكمها السرعة، إلى لعبة عالية التهديف. ومنذ ذلك الحين تحول روث إلى أحد أعظم أبطال الرياضة في الثقافة الأمريكية. إن قوة روث الأسطورية وشخصيته الجذابة جعلته أكثر من مجرد شخصية مشهورة فيما يسمى بفترة «العشرينيات الصاخبة» (Roaring Twenties) وبجانب لعبة البيسبول، اشتهر بيب روث بحبه للأعمال الخيرية، وأيضًا بأسلوب حياته الطائش.
صُنف روث كأفضل لاعب كرة قاعدة بيسبول على الإطلاق في الكثير من التصنيفات واستطلاعات الرأي. وفي 1998م، اختارته مجلة ذا سبورتنج نيوز (The Sporting News) ليتصدر قائمة «أعظم 100 لاعب بيسبول». رشح مشجعو كرة القاعدة البيسبول روث لفريق القرن في دوري كرة البايسبول الرئيس (Major League Baseball All-Century Team) عام 1999م. وفي عام 1969م، تم تصنيف روث كأحسن لاعب كرة قاعدة بيسبول على الإطلاق، في اقتراع أُقيم في احتفال مرور 100 عامٍ على بداية البيسبول الاحترافية. في عام 1993م، أعلنت أسوشيتد برس (Associated Press) أن محمد علي (ملاكم) (Muhammad Ali) وبيب روث هما أشهر رياضيين في الولايات المتحدة الأمريكية. وفي استفتاء أجرته ESPN عام 1999م، تم تصنيف روث كثالث أعظم رياضي أمريكي في القرن، بعد مايكل جوردن (Michael Jordan) ومحمد علي.